# Richard Queck

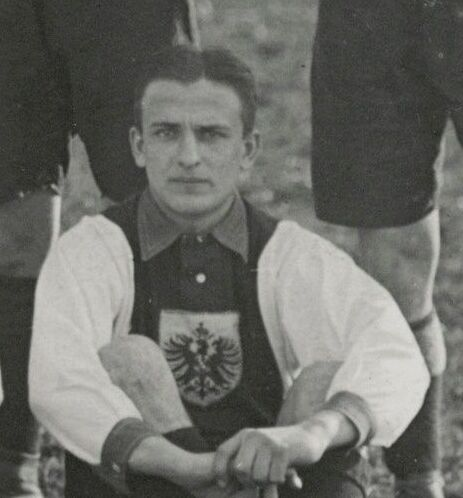
Richard Queck (1910)

Richard Queck (* 4. November 1888 in Braunschweig; † 19. Dezember 1968) war ein deutscher Fußballspieler. Der Offensivspieler von Eintracht Braunschweig bestritt in den Jahren 1909, 1910 und 1914 als linker Halbstürmer je ein Länderspiel für die A-Nationalmannschaft.

## Karriere

### Vereine
Queck entstammte dem eigenen Nachwuchs und spielte von 1907 bis in die 1920er Jahre bei den blau-gelben „Löwen“ von Eintracht Braunschweig. Richard Queck zählte gemeinsam mit seinem Bruder Rudolf zu den Leistungsträgern im zweiten Jahrzehnt der Eintracht und war einer der Eckpfeiler der norddeutschen Meistermannschaften von 1908 und 1913. Der als linker Halb- oder Flügelstürmer auflaufende Angreifer galt als „Schusskanone“ und war zudem für seine ausgeprägte Kombinationsfähigkeit bekannt. Erstmals stand die Eintracht 1906 und 1907 im Finale um die „Norddeutsche“; da setzte sich aber jeweils Victoria Hamburg noch deutlich mit 5:2 bzw. 6:1 durch. Erneut wurde Queck mit Braunschweig 1908/09 norddeutscher Vizemeister; da holten sich die Mannen um Adolf Jäger aus Altona den Titel. Am 3. Mai 1908 bestritt Queck sein einziges Endrundenspiel um die Deutsche Fußballmeisterschaft, welches mit 0:1 im Viertelfinale gegen den Duisburger SpV verloren wurde. Er spielte bei Eintracht auf Halblinks und beim DSV stand der DFB-Präsident (1905–25) Gottfried Hinze im Tor. Die dritte Vizemeisterschaft im Norden brachte die Saison 1911/12, ehe dann 1912/13 die zweite Norddeutsche Meisterschaft errungen werden konnte. Am 25. Mai setzte sich das Team um die Brüder Queck mit 3:2 auf dem Hoheluft-Platz gegen Victoria Hamburg durch. Richard Queck erzielte dazu zwei Treffer und der spätere Nationalmittelstürmer Otto Harder, der „Durchreisser“ war 1910 von Hohenzollern zur Eintracht gekommen, jagte den Vorlagen von Queck nach.
Leider musste die Eintracht auf die Teilnahme an der Endrunde um die deutsche Meisterschaft 1913 verzichten, da die norddeutsche Endrunde sich wegen Witterungsproblemen massiv verzögert hatte, und am Tag des norddeutschen Endspiels die Endrunde um die deutsche Meisterschaft längst begonnen hatte.
Beruflich war Queck als Obersekretär im Fürsorgeamt der Stadt Braunschweig tätig gewesen. Zum 1. Mai 1933 trat er der NSDAP bei (Mitgliedsnummer 2.800.266), er war für die Partei als Blockwart aktiv.

### Auswahlmannschaften
Queck bestritt im Jahr 1909, 1910 und 1914 als linker Halbstürmer je ein Länderspiel für die A-Nationalmannschaft, wobei er am 4. April in Budapest, beim 3:3-Unentschieden gegen die Nationalmannschaft Ungarns debütierte. In den beiden Begegnungen mit der Niederländischen Nationalmannschaft erzielte er jeweils ein Tor.
Am 16. Oktober 1910 gelang ihm bei der 1:2-Niederlage in Kleve in der 25. Minute der Anschlusstreffer und am 5. April 1914 beim 4:4-Unentschieden in Amsterdam in der 49. Minute der Treffer zum 1:1; sein letztes Länderspiel war zugleich das letzte vor Ausbruch des Ersten Weltkrieges einhergehend mit einer sechsjährigen Länderspielpause.
Im Wettbewerb um den Kronprinzenpokal 1913/14 schaltete Norddeutschland im Halbfinale am 8. Februar 1914 in Hannover mit 3:2 Brandenburg aus. Das Finale fand am 22. Februar 1914 in Berlin gegen Mitteldeutschland statt. Mit dem Innensturm  der Nationalstürmer Adolf Jäger, Otto Harder und Richard Queck – Torschützen Harder und Queck – setzte sich Norddeutschland mit 2:1 durch und gewann den begehrten Pokal.

## Erfolge
- Norddeutscher Meister 1908, 1913
- Kronprinzenpokal 1914